# 60 دقيقة (مسلسل)
60 دقيقة هو مسلسل دراما مصري من إخراج مريم أحمدي وبطولة محمود نصر، ياسمين رئيس، سوسن بدر، شيرين رضا وفاطمة البنوي. صدر المسلسل في 16 سبتمبر 2021 على منصة شاهد.نت. ويتكون المسلسل من 9 حلقات.

## قصة المسلسل
تقرر ياسمين الانتقام من زوجها أدهم الطبيب النفسي الشهير، بعدما تكتشف تحرشه واعتداءه الجنسي على أكثر من فتاة وامرأة، منهن واحدة أنهت حياتها بسببه بعد معاناة نفسية كبيرة حيث كان طبيبها النفسي.